# Pamphagus ortolaniae
Pamphagus ortolaniae Cusimano & Massa, 1977 è un insetto ortottero celifero della famiglia Pamphagidae, endemico di Lampedusa.
L'epiteto specifico è un omaggio alla zoologa palermitana Giuseppina Ortolani.

## Descrizione
È un ortottero dalla conformazione tozza, caratterizzato da rilevanti sculture dell'esoscheletro, che raggiunge dimensioni di 43–47 mm nei maschi e 53–63 mm nelle femmine. Le ridotte dimensioni rispetto alle altre specie del genere Pamphagus lo fanno considerare un esempio di nanismo insulare.
Il maschio è di colore grigio scuro marmorizzato, con due evidenti strie bianche ai lati del pronoto e una serie di piccole macchie bianche ai lati dell'addome; la colorazione della femmina va dal grigio al marrone e le macchie bianche addominali sono meno evidenti. Le antenne hanno 16 articoli corti e tozzi. Le tibie posteriori sono giallastre presentano due serie di spine con apice nero. Le tegmine sono quasi del tutto atrofizzate, ridotte a due moncherini che non superano il terzo segmento addominale.

## Biologia
La biologia di questi ortotteri è ancora poco nota. Osservazioni in laboratorio indicano che l'accoppiamento avviene tra giugno e agosto.

Sono animali goffi e lenti, che spiccano il salto con evidente difficoltà. Per questo motivo sono facile preda da parte degli uccelli rapaci o di altri predatori. In particolare è stato osservato che questo pamfagide è una delle prede preferite del falco della regina (Falco eleonorae).